# Gonzalo José Vivanco
Gonzalo Vivanco (Buenos Aires, Argentina; 1 de junio de 1989) es un futbolista que se desempeña de delantero. Actualmente milita en el club Deportivo Español de la Primera C de Argentina.

## Clubes
| Club                   | País      | Año       |
| ---------------------- | --------- | --------- |
| Defensores de Belgrano | Argentina | 2008-2009 |
| Argentino de Quilmes   | Argentina | 2009-2012 |
| Lamadrid               | Argentina | 2012-2013 |
| Deportivo Riestra      | Argentina | 2013-2014 |
| Juventud Unida         | Argentina | 2014-2015 |
| Excursionistas         | Argentina | 2015-2017 |
| FF.CC. Midland         | Argentina | 2017-2018 |
| Xelaju Mario Camposeco | Guatemala | 2019      |
| Almirante Brown        | Argentina | 2020      |
| Talleres (RdE)         | Argentina | 2020-2021 |
| Deportivo Camioneros   | Argentina | 2021-2022 |
| FF.CC. Midland         | Argentina | 2023-Act. |